# هرمان روسلر
هرمان روسلر (انگلیسی: Hermann Roesler؛ ۱۸ دسامبر ۱۸۳۴ – ۲ دسامبر ۱۸۹۴) حقوقدان، اقتصاددان، از مشاوران خارجی دولت میجی در ژاپن اهل آلمان بود.